# ماركو فان باستن
مارسيل «ماركو» فان باستن (بالهولندية: Marcel "Marco" van Basten؛ مواليد 31 أكتوبر 1964) هو مدرب كرة قدم هولندي ولاعب كرة قدم محترف سابق. لعب مع أياكس وميلان، وكذلك المنتخب الهولندي كمهاجم. يعتبر من أعظم اللاعبين في تاريخ كرة القدم. سجل 300 هدفًا في مسيرة المهنية، لكنه لعب مباراته الأخيرة في عام 1993 عن عمر يناهز 28 عامًا بسبب إصابة أجبرته على الإعتزال بعد ذلك بعامين. وبعد ذلك أصبح المدير الفني لأياكس والمنتخب الهولندي.
لعب لهولندا، وفاز فان باستن ببطولة أمم أوروبا 1988 حيث تم اختياره كأفضل لاعب في البطولة، وسجل خمسة أهداف تضمنت هدف لا ينسى في المباراة النهائية ضد الاتحاد السوفيتي. على مستوى الأندية، فاز بثلاثة ألقاب في الدوري الهولندي وكأس الكؤوس الأوروبية مع أياكس، وثلاثة ألقاب في الدوري الإيطالي وبطولتين في كأس أوروبا مع ميلان.
اشتهر فان باستن بالتحكم في الكرة عن قرب، والذكاء الهجومي والرأسيات العظيمة، والتسديدات الهوائية المذهلة، وقد حصل على جائزة أفضل لاعب في العالم لعام 1992 وفاز بجائزة الكرة الذهبية ثلاث مرات، في 1988، و1989، و1992. في عام 1998، احتل المرتبة السادسة في استطلاع الفيفا لأفضل لاعب في القرن العشرين على الإنترنت، والعاشر في استطلاع أفضل لاعب أوروبي في القرن التي عقدها الاتحاد الدولي لتاريخ وإحصاءات كرة القدم والثاني عشر في انتخابات الاتحاد الدولي لتاريخ وإحصاءات كرة القدم لأفضل لاعب في القرن. كما تم التصويت له في المركز الثامن في استطلاع نظمته المجلة الفرنسية فرانس فوتبول، مشيره إلى الفائزين السابقين بالكرة الذهبية لاختيار أفضل لاعب في القرن. في عام 2004، تم اختياره من قبل بيليه في قائمة أفضل 125 لاعب كرة قدم حي. في عام 2004، أُجري استطلاع لأعظم 100 هولندي في هولندا: احتل فان باستن المرتبة 25، ثاني أعلى لاعب كرة قدم، خلف يوهان كرويف. في عام 2007، صنفت سكاي سبورت فان باستن في المرتبة الأولى في قائمتها للرياضيين العظماء الذين لم تستمر مسيرتهم المهنية.

## مسيرته الكروية

### أياكس
بدأ فان باستن مسيرته الكروية مع نادي أياكس أمستردام، وقد لعب أول مباراة له في أبريل 1982 وقد سجل هدف في المباراة التي فاز فيها أياكس 5–0، وقد أدخل في تلك المباراة كبديل لنجم الكرة الهولندية يوهان كرويف. ومع توالي السنين استطاع فان باستن أن يحسن من مهارته التهديفية، ومقدرته على السيطرة على الكرة، وقد لعب لنادي أياكس الهولندي 133 مباراة استطاع أن يسجل فيها 296 هدف.

### ميلان
مستواه البارز مع نادي أياكس، لفت أنظار كبار الأندية الأوربية، لكن نادي ميلان الإيطالي الذي استطاع أن يظفر به بعد منافسة حادة مع ريال مدريد وبرشلونة، وفي كأس أوروبا 1988 أظهر فان باستن مهاره عالية في تسجيله هدف الفوز على منتخب الاتحاد السوفييتي، ويعتبر هذا الهدف من أروع الأهداف في القرن الماضي. وقد تألق في ميلان، حيث لعب معهم 202 مباراة وسجل فيها 234هدف، ولكن الإصابة منعته من استمراره في عالم كرة القدم.

## مسيرته التدريبية

### بداياته
بعد أن ترك نادي ميلان في عام 1995، قرر فان باستن أنه لن يكون مدرب أبدا، ولكن في موسم 2003–04 غير رأيه، وأصبح مساعد مدرب نادي أياكس الرديف.

### المنتخب الهولندي
وفي 29 يوليو 2004 اختير فان باستن ليكون مدربا لمنتخب هولندا، وفي بداية قيادته للمنتخب، استبعد فان باستن العديد من النجوم من المنتخب مثل كلارنس سيدورف وباتريك كلويفرت وإدغار ديفيدز وروي مكاي، مفضلا الاعتماد على العناصر الشابة، وقد أراد أن يضم دينيس بيركامب إلى صفوف المنتخب، ولكن الأخير رفض ذلك، وفي كأس العالم 2006 خرج المنتخب الهولندي من الدور الثاني بعد أن خسر على يد منتخب البرتغال، وقد جدد الاتحاد الهولندي لكرة القدم عقد حتى عام 2008.

### أياكس أمستردام
عين فان باستن مدرباً لنادي أياكس مباشرة بعد انتهاء بطولة أمم أوروبا 2008، لكنه استقال عن منصبه في تأهيل الفريق للمشاركة في دوري أبطال أوروبا، على الرغم من تعاقد أياكس مع العديد من اللاعبين، أمثال ميراليم سوليماني، إسماعيل العيساتي، إيونغ إنوه، داريو سفيتانيتش وكلاس يان هونتيلار.

### هيرينفين
في بداية عام 2012، أعلن نادي نادي هيرينفين عن تعيينه لفان باستن مدرباً للفريق في الموسم الذي يليه وهو موسم 2012–13، واحتل المركز الثامن.

### إي زد ألكمار
تعاقد نادي إي زد ألكمار مع فان باستن ليحل بديلاً للمدرب ديك أدفوكات في تدريب الفريق، وبدأ العمل معهم في بداية موسم 2014–15 من الدوري الهولندي الممتاز.

## الإحصائيات

### كلاعب

#### النادي
| الموسم   | النادي   | الدرجة          | الدوري | الدوري  | الكأس  | الكأس   | أوروبا | أوروبا  | أخرى   | أخرى    | المجموع | المجموع |
| الموسم   | النادي   | الدرجة          | الظهور | الأهداف | الظهور | الأهداف | الظهور | الأهداف | الظهور | الأهداف | الظهور  | الأهداف |
| هولندا   | هولندا   | هولندا          | الدوري | الدوري  | الكأس  | الكأس   | أوروبا | أوروبا  | أخرى   | أخرى    | المجموع | المجموع |
| -------- | -------- | --------------- | ------ | ------- | ------ | ------- | ------ | ------- | ------ | ------- | ------- | ------- |
| 1981–82  | أياكس    | الدوري الهولندي | 1      | 1       | 1      | 0       | 0      | 0       | —      | —       | 2       | 1       |
| 1982–83  | أياكس    | الدوري الهولندي | 20     | 9       | 5      | 4       | 0      | 0       | —      | —       | 25      | 13      |
| 1983–84  | أياكس    | الدوري الهولندي | 26     | 28      | 4      | 1       | 2      | 0       | —      | —       | 32      | 29      |
| 1984–85  | أياكس    | الدوري الهولندي | 33     | 22      | 4      | 2       | 4      | 5       | —      | —       | 41      | 29      |
| 1985–86  | أياكس    | الدوري الهولندي | 26     | 37      | 1      | 0       | 2      | 0       | —      | —       | 29      | 37      |
| 1986–87  | أياكس    | الدوري الهولندي | 27     | 31      | 7      | 6       | 9      | 6       | —      | —       | 43      | 43      |
| المجموع  | المجموع  | المجموع         | 133    | 128     | 22     | 13      | 17     | 11      | —      | —       | 172     | 152     |
| إيطاليا  | إيطاليا  | إيطاليا         | الدوري | الدوري  | الكأس  | الكأس   | أوروبا | أوروبا  | أخرى   | أخرى    | المجموع | المجموع |
| 1987–88  | ميلان    | الدوري الإيطالي | 11     | 3       | 5      | 5       | 3      | 0       | —      | —       | 19      | 8       |
| 1988–89  | ميلان    | الدوري الإيطالي | 33     | 19      | 4      | 3       | 9      | 10      | 1      | 1       | 47      | 33      |
| 1989–90  | ميلان    | الدوري الإيطالي | 26     | 19      | 4      | 1       | 9      | 4       | 1      | 0       | 40      | 24      |
| 1990–91  | ميلان    | الدوري الإيطالي | 31     | 11      | 1      | 0       | 2      | 0       | 1      | 0       | 35      | 11      |
| 1991–92  | ميلان    | الدوري الإيطالي | 31     | 25      | 7      | 4       | —      | —       | —      | —       | 38      | 29      |
| 1992–93  | ميلان    | الدوري الإيطالي | 15     | 13      | 1      | 0       | 5      | 6       | 1      | 1       | 22      | 20      |
| 1993–94  | ميلان    | الدوري الإيطالي | —      | —       | —      | —       | —      | —       | —      | —       | —       | —       |
| 1994–95  | ميلان    | الدوري الإيطالي | —      | —       | —      | —       | —      | —       | —      | —       | —       | —       |
| المجموع  | المجموع  | المجموع         | 147    | 90      | 22     | 13      | 28     | 20      | 4      | 2       | 201     | 125     |
| الإجمالي | الإجمالي | الإجمالي        | 280    | 218     | 44     | 26      | 45     | 31      | 4      | 2       | 630     | 530     |

#### المنتخب
| هولندا  | هولندا | هولندا  |
| العام   | الظهور | الأهداف |
| ------- | ------ | ------- |
| 1983    | 3      | 2       |
| 1984    | 3      | 0       |
| 1985    | 4      | 1       |
| 1986    | 4      | 2       |
| 1987    | 4      | 1       |
| 1988    | 9      | 5       |
| 1989    | 5      | 2       |
| 1990    | 11     | 8       |
| 1991    | 5      | 2       |
| 1992    | 10     | 1       |
| المجموع | 58     | 24      |

### كمدرب
آخر تحديث 16 سبتمبر 2014.
| النادي       | من            | إلى            | سجل | سجل | سجل | سجل | سجل    | سجل    |
| النادي       | من            | إلى            | م   | ف   | ت   | خ   | فوز %  | م.     |
| ------------ | ------------- | -------------- | --- | --- | --- | --- | ------ | ------ |
| هولندا       | 29 يوليو 2004 | 30 يونيو 2008  | 52  | 35  | 11  | 6   | %67.31 | [ 17 ] |
| أياكس        | 1 يوليو 2008  | 6 مايو 2009    | 45  | 26  | 8   | 11  | %57.78 | [ 17 ] |
| هيرنفين      | 1 يوليو 2012  | 30 يونيو 2014  | 72  | 27  | 18  | 27  | %37.50 | [ 17 ] |
| إي زد ألكمار | 1 يوليو 2014  | 16 سبتمبر 2014 | 5   | 2   | 0   | 3   | %40.00 | [ 17 ] |
| المجموع      | المجموع       | المجموع        | 174 | 90  | 37  | 47  | 51.72  | —      |

## الإنجازات

### الجماعية

#### النادي
أياكس
- الدوري الهولندي: 1981–82، 1982–83، 1984–85[23]
- كأس هولندا: 1982–83، 1985–86، 1986–87[23]
- كأس الكؤوس الأوروبية: 1986–87[23]

 ميلان 
- الدوري الإيطالي: 1987–88، 1991–92، 1992–93[24]
- كأس السوبر الإيطالي: 1988، 1992[24]
- دوري أبطال أوروبا: 1988–89، 1989–90[24]
- كأس السوبر الأوروبي: 1989، 1990[24]
- كأس الإنتركونتيننتال: 1989، 1990[24]

#### المنتخب
هولندا
- كأس الأمم الأوروبية: 1988

### الفردية
- جائزة الكرة الذهبية (3): 1988، 1989، 1992[24]
- جائزة الفيفا لأفضل لاعب في العالم (1): 1992[24]
- اليويفا أفضل لاعب في العام: 1989، 1990، 1992[24]
- هداف كأس أوروبا: 1988–89[24]
- كابوكانونيري: 1989–90، 1991–92[24]
- هداف الدوري الهولندي: 1983–84، 1984–85، 1985–86، 1986–87
- جائزة الحذاء الفضي الأوروبي: 1983–84[23]
- جائزة أفضل لاعب هولندي: 1984–85[23]
- جائزة الحذاء الذهبي الأوروبي: 1985–86[23]
- الحذاء الذهبي العالمي: 1985–86
- جائزة برافو (1): 1987[25]
- جائزة أونزي الفضية (2): 1987، 1992[26]
- جائزة أونزي الذهبية: 1988، 1989[26]
- أفضل لاعب من قبل الاتحاد الدولي لتاريخ وإحصاءات كرة القدم: 1988، 1989[27]
- جائزة ورلد سوكر أفضل لاعب في العالم (2): 1988، 1992[28]
- بطولة أمم أوروبا 1988: أفضل لاعب وأفضل هداف برصيد 5 أهداف
- بطولة أمم أوروبا فريق البطولة: 1988،[29] 1992[30]
- أفضل 125 لاعب كرة قدم حي (قائمة أعظم لاعبي كرة القدم الذين اختارهم بيليه): 2004[31]
- استطلاع اليوبيل الذهبي لليويفا: #4[32]
- قاعة مشاهير كرة القدم الإيطالية: 2012[33]
- فريق بطولة أمم أوروبا التاريخي (نُشرت 2016)[34]
- إيه سي ميلان قاعة المشاهير[35]
- أساطير الاتحاد الدولي لتاريخ وإحصاءات كرة القدم[36][37]

## وصلات خارجية
- ماركو فان باستن على موقع IMDb (الإنجليزية)
- ماركو فان باستن على موقع الموسوعة البريطانية (الإنجليزية)
- ماركو فان باستن على موقع ميوزك برينز (الإنجليزية)
- ماركو فان باستن على موقع إن إن دي بي (الإنجليزية)
- ماركو فان باستن على موقع قاعدة بيانات الفيلم (الإنجليزية)
- ماركو فان باستن على موقع الاتحاد الدولي (مؤرشف)  (الإنجليزية)
- ماركو فان باستن على موقع الاتحاد الأوربي (الإنجليزية)
- ماركو فان باستن على موقع قاعدة بيانات كرة القدم.إي يو (الإنجليزية)
- ماركو فان باستن على موقع ليكيب (الفرنسية)
- ماركو فان باستن على موقع ناشيونال فوتبول تيمز (الإنجليزية)
- ماركو فان باستن على موقع عالم كرة القدم.نت (الإنجليزية)